# Sebastián Sosa (Fußballspieler, 1994)
Sebastián Sosa, vollständiger Name Sebastián Sosa Sánchez, (* 13. März 1994 in Melo) ist ein uruguayischer Fußballspieler.

## Karriere

### Verein
Der nach Vereinsangaben 1,87 Meter große Offensivakteur Sosa ist der Sohn des ehemaligen Fußballspielers und Uruguayischen Meisters von 2002 Heberley Sosa. Im Jugendfußball spielte er für ein Jahr Charrúa de Melo und anderthalb Jahre für Colón de Montevideo. Erst als 14-Jähriger gehörte er dann regelmäßig einem Verein an. Einer Station bei den Melo Wanderers folgte ein Jahr im Nachwuchsbereich des Cerro Largo FC. Anschließend kehrte er zunächst zu den Melo Wanderers zurück. Sodann gehörte Sosa in der Saison 2011/12 dem Kader des Erstligisten Cerro Largo FC an, debütierte dort am 3. September 2011 und erzielte in jener Spielzeit bei 22 Ligaeinsätzen neun Treffer. Mitte 2012 wechselte er zum italienischen Klub US Palermo. Anfang Februar 2013 kehrte Sosa im Rahmen eines Leihgeschäfts nach Uruguay zurück und lief in der Clausura 2013 zehnmal (ein Tor) für Central Español in der Primera División auf. Die Montevideaner stiegen jedoch am Saisonende in die Zweitklassigkeit ab. Nach zehn Einsätzen und zwei Toren in der Apertura 2013 endete das Leihgeschäft am Jahresende. Die Sizilianer verliehen Sosa jedoch bereits in der zweiten Februarhälfte 2014 erneut. Aufnehmender Klub war dieses Mal der slowakische Klub FK Senica. Nach sieben Ligaeinsätzen (ein Tor) und einem (kein Tor) im nationalen Pokalwettbewerb endete sein dortiges Engagement am Saisonende. Anfang September 2014 erwarb der FC Empoli die Transferrechte. Umgehend folgte eine Ausleihe zum albanischen Verein Vllaznia Shkodra. Saisonübergreifend bestritt er bei den Albanern 26 Erstligabegegnungen (zehn Tore) und vier Pokalspiele (vier Tore). Anfang Januar 2016 schloss er sich Nacional Montevideo an. In der Clausura 2016 werden dort keine Profieinsätze für ihn geführt. Während der Saison 2016 kam er einmal (kein Tor) in der höchsten uruguayischen Spielklasse zum Einsatz und wurde mit dem Team Uruguayischer Meister. Zudem stehen ohne Saisonzuschreibung zwei Tore bei zehn Einsätzen für die Reservemannschaft der „Bolsos“ für ihn zu Buche. Im Januar 2017 wurde Sosa an den Ligakonkurrenten Boston River ausgeliehen. Bislang (Stand: 11. Februar 2017) absolvierte er dort in der laufenden Saison 2017 ein Erstligaspiel (kein Tor).

### Nationalmannschaft
Mindestens im August 2012 gehört Sosa dem Kader der uruguayischen U-20-Nationalmannschaft an, die sich auf das im September jenes Jahres anstehende Länderspiel gegen Frankreich vorbereitete.

### Erfolge
- Uruguayischer Meister: 2016

## Sonstiges
Sosa wird durch den Spielerberater Pablo Bentancur vertreten.